# Монроу, Хизер
Хизер Монроу (англ. Heather Monro, 4 сентября 1971) — британская ориентировщица, призёр чемпионатов мира и Европы по спортивному ориентированию.
На спринтерской дистанции чемпионата мира 2005 в Японии Хизер завоевала бронзовую медаль, уступив только признанному лидеру женского ориентирования последних лет — швейцарке Симоне Ниггли-Лудер и норвежке Анне Маргрете Хаускен.
На третьем чемпионате Европы в Трускавце в 2000 году завоевала бронзовую награду в эстафете. Через два года на чемпионате Европы 2002 заняла четверное место в спринте.
Одним из самых больших достижений в спортивной карьере можно считать выигрыш в элитном классе шведской недели ориентирования О-Ринген 2003.
Как и большинство ориентировщиков из мировой элиты выступает за скандинавские клубы. В 1996 году в составе норвежского клуба Halden SK заняла второе место в престижнейшей финской эстафете Венла.
По итогам выступления на этапах Кубка мира в 2000 году Хизер Монроу заняла третье место в общем зачете.